# Gérard Migeon
Pour les articles homonymes, voir Migeon.
Gérard Migeon est un ancien footballeur français, né le 28 novembre 1947 à Longjumeau dans le département de Seine-et-Oise. Il a évolué au poste de gardien de but de la fin des années 1960 au début des années 1980.
Il a fait l'essentiel de sa carrière à l'AS Saint-Étienne, avec laquelle il a remporté deux titres de champion de France en 1969 et 1970, et à l'Olympique de Marseille où il a remporté la Coupe de France en 1976.

## Biographie
Formé au SC Choisy-le-Roi, Gérard Migeon signe à l'AS Saint-Étienne, alors la meilleure équipe française, pour devenir la doublure de l'international Georges Carnus. En mai 1971, il se voit titularisé au pied levé en Championnat après la défaite contre les Girondins de Bordeaux qui entraine le licenciement de Georges Carnus et de Bernard Bosquier par le président Roger Rocher pour cause de pré-signature (la fameuse « affaire Carnus-Bosquier ») à l'Olympique de Marseille, alors au coude à coude avec les Verts pour le titre. À l'arrivée d'Ivan Curkovic en 1972, Gérard Migeon retourne à son rôle de doublure à Saint-Étienne, puis quitte le club à l'intersaison 1974 pour l'« ennemi » marseillais où il succède à Carnus dont un grave accident de la route a brisé la carrière.
L'émergence du jeune prodige René Charrier relègue Gérard Migeon sur le banc dès sa première saison à l'OM, mais un autre accident de voiture dont est victime Charrier en 1975 lui donne une nouvelle chance. Charrier ne retrouvant pas son niveau, Migeon devient en 1976-77 le gardien titulaire du club. Il y accomplit le parcours d'un honnête spécialiste du poste, capable d'exploits occasionnels mais aussi de lourdes « toiles ». Ainsi, et en signe emblématique d'une carrière en dents de scie, c'est sur un centre-tir de Loïc Amisse dévié dans son propre but par Migeon que l'OM concède en avril 1980 une défaite à domicile (0-1) face au FC Nantes qui relègue officiellement le club en Division 2. Migeon effectue une dernière saison professionnelle en D2 avant de se retirer à l'été 1981, remplacé dans le but phocéen par Marc Lévy.

## Clubs
- 1968 - 1972 :  AS Saint-Étienne
- 1972 - 1973 :  Sporting Toulon Var
- 1973 - 1974 :  AS Saint-Étienne
- 1974 - 1981 :  Olympique de Marseille

## Palmarès
- Champion de France en 1969 et en 1970 avec l'AS Saint-Étienne
- Vainqueur de la Coupe de France en 1976 avec l'Olympique de Marseille
- Vainqueur du Challenge des champions en 1968 et en 1969 avec l'AS Saint-Étienne